# Корнилово (Томський район)
Корни́лово (рос. Корнилово) — село у складі Томського району Томської області, Росія. Адміністративний центр Корниловського сільського поселення.

## Населення
Населення — 1969 осіб (2010; 1619 у 2002).
Національний склад (станом на 2002 рік):
- росіяни — 94 %